# Jean Nicolay
Jean Nicolay (27. prosince 1937, Bressoux – 18. srpna 2014, Lutych) byl belgický fotbalista.
Hrál na postu brankáře, hlavně za Standard Lutych.

## Hráčská kariéra
Jean Nicolay chytal za Standard Lutych, Daring Brusel a Royal Tilleur.
Za Belgii chytal 39 zápasů.

## Úspěchy

### Klub
Standard Lutych
- Belgická liga (4): 1958, 1961, 1963, 1969
- Belgický pohár (2): 1966, 1967

### Individuální
- Nejlepší hráč belgické ligy (1): 1963